# Densità tensoriale
In matematica, una densità tensoriale o tensore relativo è una generalizzazione del concetto di campo tensoriale. Una densità tensoriale si trasforma come un campo tensoriale quando si passa da un sistema di coordinate a un altro, tranne per il fatto che è ulteriormente moltiplicata da una potenza W del determinante jacobiano della funzione di transizione delle coordinate o dal suo valore assoluto. Viene fatta una distinzione tra densità tensoriali (autentiche), densità pseudotensoriali, densità tensoriali pari e densità tensoriali dispari. Una densità tensoriale può anche essere considerata come una sezione del prodotto tensoriale di un fibrato di tensori con un fibrato di densità. Le densità tensoriali di peso zero sono tensori.

## Definizione
Alcuni autori classificano le densità tensoriali nei due tipi chiamati densità tensoriali (autentici) e densità pseudotensoriali come in questo articolo. Altri autori le classificano in modo diverso, nei tipi chiamati densità tensoriale pari e densità tensoriale dispari. Quando un peso di una densità tensoriale è un numero intero esiste un'equivalenza tra questi approcci che dipende dal fatto che il numero intero sia pari o dispari.
Si noti che queste classificazioni chiariscono i diversi modi in cui le densità tensoriali possono trasformarsi in qualche modo patologicamente sotto trasformazioni di coordinate di inversione dell'orientamento. Indipendentemente dalle loro classificazioni in questi tipi, c'è solo un modo in cui le densità tensoriali si trasformano in trasformazioni di coordinate che preservano l'orientamento.
In questa voce abbiamo scelto la convenzione che assegna un peso di +2 al determinante del tensore metrico espresso con indici covarianti. 
Con questa scelta, le densità classiche, come la densità di carica, saranno rappresentate da densità tensoriali di peso +1. 
Alcuni autori usano una convenzione di segno per i pesi che è la negazione di quella presentata qui.

### Densità tensoriali e pseudotensoriali
Per esempio, una densità tensoriale (autentica) mista di rango due e di peso W si trasforma come:
{\displaystyle {\mathfrak {T}}_{\beta }^{\alpha }=\left(\det {\left[{\frac {\partial {\bar {x}}^{\iota }}{\partial {x}^{\gamma }}}\right]}\right)^{W}\,{\frac {\partial {x}^{\alpha }}{\partial {\bar {x}}^{\delta }}}\,{\frac {\partial {\bar {x}}^{\epsilon }}{\partial {x}^{\beta }}}\,{\bar {\mathfrak {T}}}_{\epsilon }^{\delta }\,,}     (densità tensoriale (autentica) di peso (intero) W)
dove {\displaystyle {\bar {\mathfrak {T}}}} è la densità tensoriale di rango due nel sistema di coordinate {\displaystyle {\bar {x}}}, {\displaystyle {\mathfrak {T}}} è la medesima densità tensoriale nel sistema di coordinate {\displaystyle {x}}; e si è fatto uso del determinante jacobiano. Poiché il determinante può essere negativo, nel caso in cui la trasformazione di coordinate non rispetti l'orientamento, questa formula è applicabile solo quando il peso W è un numero intero (la potenza con esponente dato da un numero reale deve avere la base positiva).
Se, nella definizione precedente, teniamo traccia del segno del determinante jacobiano perveniamo alla definizione di densità pseudotensoriale.
Una densità pseudotensoriale mista di rango due e di peso W si trasforma come:
{\displaystyle {\mathfrak {T}}_{\beta }^{\alpha }=\operatorname {sgn} \left(\det {\left[{\frac {\partial {\bar {x}}^{\iota }}{\partial {x}^{\gamma }}}\right]}\right)\left(\det {\left[{\frac {\partial {\bar {x}}^{\iota }}{\partial {x}^{\gamma }}}\right]}\right)^{W}\,{\frac {\partial {x}^{\alpha }}{\partial {\bar {x}}^{\delta }}}\,{\frac {\partial {\bar {x}}^{\epsilon }}{\partial {x}^{\beta }}}\,{\bar {\mathfrak {T}}}_{\epsilon }^{\delta }\,,}     (densità pseudotensoriale di peso (intero) W)
dove sgn( ) è la funzione segno, che restituisce +1 quando l'argomento è positivo, −1 se negativo.

### Esempi di densità scalari
Il simbolo di Levi-Civita è un esempio di densità tensoriale. La lagrangiana è un altro esempio.